# Föreningen för Välgörenhetens Ordnande
FVO, fram till 1981 Föreningen för Välgörenhetens Ordnande är en ideell förening i Stockholm, grundad 1889. Föreningen skapades som ett samordningsorgan, med syftet att samhällets fattigvård och privatpersoners och andra organisationers välgörenhet skulle nå fram till de som bäst behövde den;
Föreningen för Välgörenhetens Ordnande arbetade enligt mottot "hjälp till självhjälp", för att människor efter en kort period av understöd skulle klara sig själva. De som behövde stadigvarande hjälp, såsom gamla och obotligt sjuka, fick kommunen ta hand om.
Föreningen FVO:s verksamhet består idag av att ge råd och hjälp åt människor som befinner sig i en ekonomiskt utsatt situation, dels genom guidning i det offentliga stödsystemet, dels genom att ibland ge ekonomisk hjälp till dem som tillfälligt hamnat i knipa. Föreningen vänder sig främst till föräldrar med omyndiga barn, långtidssjuka och ålderspensionärer.  
Före FVO fanns den likartade Stockholms Allmänna Skyddsförening, som FVO kan sägas ha efterträtt eller ersatt.